# چشمه خان
چشمه خان روستایی در دهستان گلستان بخش مرکزی شهرستان گرمه استان خراسان شمالی ایران است.
در زبان پهلوی، واژهٔ خانیک یا خانی بمعنی چشمه می‌باشد این واژه بعدها به خان تبدیل شد.

## جمعیت
بر پایه سرشماری عمومی نفوس و مسکن در سال ۱۳۹۵ جمعیت این مکان ۵۷۸ نفر (۱۸۶خانوار) بوده‌است.